# Diseases Database
Diseases Database és una pàgina web de contingut lliure que proporciona informació sobre la relació entre malalties (simptomes) i la medicació. Està directament integrada en l'Unified Medical Language System.